# Pyridoxin
Pyridoxin là một trong các hợp chất có thể gọi là vitamin B6, cùng với pyridoxal và pyridoxamin. Pyridoxin hỗ trợ sự cân bằng natri và kali cũng như xúc tiến sự sản xuất các tế bào hồng cầu. Nó có liên hệ với khả năng miễn dịch trước ung thư và hỗ trợ chống lại sự hình thành của homocystein. Người ta cũng cho rằng pyridoxin có thể giúp trẻ em với các trở ngại về nhận thức, và cũng có thể ngăn chặn gầu, eczema và bệnh vẩy nến. Ngoài ra, pyridoxin cũng giúp cân bằng các thay đổi hoóc môn ở phụ nữ và hỗ trợ hệ miễn dịch. Thiếu pyridoxin có thể sinh ra các chứng bệnh như bệnh thiếu máu, tổn thương thần kinh, tai biến ngập máu, các vấn đề về da và đau ở miệng.
Nó là dẫn xuất từ vòng pyridin, với các nhóm thay thế hyđrôxyl, mêtyl và hyđrôxymêtyl.
Nó khác với pyridoxamin ở nhóm thay thế tại vị trí '4'.
Nó thường được sử dụng như là 'pyridoxin hyđrôclorua'.
Nó được chuyển hóa thành dạng hoạt hóa sinh học là pyridoxal 5-phốtphat.
Nó là một chất cần thiết trong sản xuất các mônôamin truyền dẫn thông tin thần kinh như serotonin, dopamin, noradrenalin và adrenalin do nó là cofactor của enzym axít decarboxylaza thơm. Enzym này chịu trách nhiệm chuyển hóa các chất như 5-hyđrôxytryptophan (5-htp) thành serotonin và 3,4-đihyđrôxyphênylalanin (L-dopa) thành dopamin, noradrenalin và adrenalin. Như thế nó liên quan đến việc điều trị các chứng trầm cảm và lo âu.
Xem bài chính về vitamin B6 để có thêm thông tin.